# اسطوخودوس فلس‌دار
اسطوخودوس فلس‌دار (نام علمی: Lavandula sublepidota) نام یک گونه از سرده اسطوخودوس است. سرده اسطوخودوس در ایران در حدود ۲ گونه گیاه خشبی دارد. اسطوخودوس فلس‌دار گونه انحصاری ایران است.